# Idbäckstjärnen
Idbäckstjärnen är en sjö i Kalix kommun i Norrbotten och ingår i Töreälven-Vitåns kustområde.